# Acrocercops euthycolona
Acrocercops euthycolona är en fjärilsart som beskrevs av Edward Meyrick 1931. Acrocercops euthycolona ingår i släktet Acrocercops och familjen styltmalar.
Artens utbredningsområde är:
- Sri Lanka.
- Vanuatu.

Inga underarter finns listade i Catalogue of Life.